# Хейди Венг
Хейди Венг (на норвежки: Heidi Weng), родена на 20 юли 1991 г. е норвежка ски бегачка.
Тя е бронзова медалистка в скиатлона на олимпийските игри Сочи 2014 и бронзова медалистка от световното първенство Вал ди Фиеме 2013.

## Участие в Световната купа
Венг дебютира за Световната купа през сезон 2009/10. Към 24 февруари 2014 г. има две победи с норвежката щафета.

### Класация
| Сезон   | Възраст | Класация за сезона | Класация за сезона | Класация за сезона | Класация за ски обиколки | Класация за ски обиколки | Класация за ски обиколки | Класация за ски обиколки |
| Сезон   | Възраст | Цялостно           | Разстояние         | Спринт             | Северно представяне      | Кула по каране на ски    | Финал на Световната купа | Ски обиколка Канада      |
| ------- | ------- | ------------------ | ------------------ | ------------------ | ------------------------ | ------------------------ | ------------------------ | ------------------------ |
| 2009–10 | 19      | 110                | 87                 | –                  | н/д                      | не участва               | не участва               | н/д                      |
| 2010–11 | 20      | 59                 | 49                 | 83                 | не участва               | не участва               | 18                       | н/д                      |
| 2011–12 | 21      | 10                 | 10                 | 21                 | 16                       | не участва               | 2                        | н/д                      |
| 2012–13 | 22      | 5                  | 4                  | 13                 | 3                        | 6                        | 4                        | н/д                      |
| 2013–14 | 23      | 4                  | 5                  | 27                 | 9                        | 3                        | 3                        | н/д                      |
| 2014–15 | 24      | 3                  | 3                  | 5                  | 3                        | 3                        | н/д                      | н/д                      |
| 2015–16 | 25      | 3                  | 2                  | 4                  | 9                        | 3                        | н/д                      | 2                        |
| 2016–17 | 26      | 1                  | 1                  | 4                  | 1                        | 1                        | 2                        | н/д                      |
| 2017–18 | 27      | 1                  | 1                  | 15                 | 4                        | 1                        | 18                       | н/д                      |

## На световни първенства
Венг участва на световното първенство във Вал ди Фиеме през 2013 г., където печели бронзов медал в скиатлона, златен медал с норвежката щафета, четвърта в бягането на 30 km класически стил и шеста на 10 km свободен стил.

## На зимни олимпийски игри
В Сочи 2014 печели бронзов медал на скиатлон 15 km.